# Adventure Island
Hudson's Adventure Island (高橋名人の冒険島 Takahashi Meijin no Bōken Jima?, "Takahashi Meijins äventyrsö"), eller endast Adventure Island, är ett sidscrollande plattformsspel producerat av Hudson Soft och ursprungligen släppt i Japan till Famicom och MSX den 12 september 1986. Det släpptes senare i Nordamerika till NES i september 1988 och i PAL-regionen 1992 under titeln Adventure Island Classic.
I Adventure Island-serien ingår bland annat spelen:
- Adventure Island: The Beginning
- Adventure Island II
- Adventure Island 3
- New Adventure Island
- Super Adventure Island
- Super Adventure Island II
- Master Takahashi's Adventure Island IV